# ام‌اس کرابری
ام‌اس کرابری (به انگلیسی: MS Chrobry) یک کشتی بود که طول آن ۱۵۴٫۲ متر (۵۰۵ فوت ۱۱ اینچ) بود. این کشتی در سال ۱۹۳۹ ساخته شد.